# باباجان (اهر)
باباجان (اهر)، روستایی از توابع بخش فندقلو شهرستان اهر در استان آذربایجان شرقی ایران است.این روستا ۱۵۰ نفر جمعیت دارد.

## جمعیت
این روستا در دهستان قشلاق قرار دارد و براساس سرشماری مرکز آمار ایران در سال ۱۳۸۵، جمعیت آن ۲۰۱ نفر (۴۰خانوار) بوده‌است.
نماینده دوره نهم مجلس شورای اسلامی مردم اهر و هریس عباس فلاحی باباجان زاده ی این روستا میباشد .